# Репнина-Волконская, Варвара Николаевна
Княжна Варва́ра Никола́евна Репнина́-Волко́нская (псевдоним Лизверская; 19 (31) июля 1808, Москва — 9 декабря 1891, Москва) — русская писательница и мемуаристка из рода Волконских. Знакомая Н. В. Гоголя. Друг и «добрый ангел» украинского поэта и художника Т. Г. Шевченко, ходатайствовала о его освобождении из ссылки.

## Биография
Дочь князя Николая Григорьевича Репнина-Волконского, одного из боевых генералов русской армии в войну 1812 года, и Варвары Алексеевны, внучки последнего гетмана К. Г. Разумовского. Племянница известного декабриста С. Г. Волконского. Родилась в Москве в Лефортове в загородном доме своих родителей на Золоторожской улице. Крещена 28 июля 1808 года в церкви Сергия Радонежского в Рогожской слободе при восприемстве деда графа А. К. Разумовского и графини Е. К. Апраксиной.
В 1816 году её отец был назначен генерал-губернатором Малороссии и она вместе с родителями переехала в Полтаву. Нашла на Украине свою вторую родину, которую искренне полюбила.
Обучалась в Полтавском институте благородных девиц, основанном её родителями. Она в совершенстве знала несколько иностранных языков, разбиралась в живописи, музыке, ещё в молодые годы начала печататься под псевдонимом Лизверская. В октябре 1828 года была заочно занесена в списки фрейлин, хотя при императорском дворе бывала редко.
Во время пребывания в Полтаве княжна охотно принимала участие в благотворительных мероприятиях, посещала городской театр, где тогда играл М. С. Щепкин, свела знакомство и с деятелями украинской культуры: И. П. Котляревским, В. В. Капнистом, П. П. Гулаком-Артемовским, Н. А. Цертелевым.
В эти годы к ней сватался Лев Аврамович Баратынский (1805—1858), брат поэта, служивший адъютантом у князя Н. Г. Репнина. Родители Варвары Николаевны воспротивились неравному браку и разлучили молодых. Из-за несчастной любви в 1834 году Баратынский вышел в отставку и навсегда поселился в своем имении, где умер холостяком. По воспоминаниям Б. Н. Чичерина, Варвара Николаевна, «женщина редких сердечных свойств, до глубокой старости сохраняла сердечную память о любимом ею человеке, его портрет висел у неё в спальной, а все его родные были предметом особенной её ласки».
Годы с 1835 по 1839 Варвара Николаевна провела за границей, в Германии, Швейцарии, Италии, где познакомилась с Н. В. Гоголем и впоследствии переписывалась с ним. С 1842 жила с родителями в принадлежавшем им имении Яготин Полтавской губернии. В их доме воспитывались талантливые сёстры-сироты Псёл — Александра, Глафира и Татьяна.

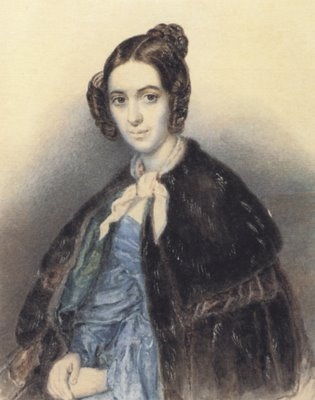
Варвара Николаевна на портрете работы Покровского. Конец 1830-х

В июле 1843 года Алексей Капнист привёз в Яготин своего товарища Тараса Шевченко для работы над портретами Н. Г. Репнина-Волконского и его близких. Поэт и художник Шевченко был тепло и добросердечно встречен всей княжеской семьёй. Хорошие отношения сложились у гостя и с молодёжью — княжной Варварой и сёстрами Псёл. В это время между Варварой Репниной и Т. Г. Шевченко установились дружеские отношения, которые поддерживались во все последующие годы жизни поэта.
Варвара Николаевна, безответно влюблённая в Шевченко, с пониманием и глубокой симпатией относилась к его творчеству, содействовала распространению первых эстампов его «Живописной Украины», позже помогала в трудоустройстве учителем рисования в Киевском университете.
С именем княжны Репниной связаны жизненные эпизоды Тараса Шевченко времён его первого путешествия по Украине. В 1843 году поэт заканчивает поэму «Тризна» и посвящает её Варваре Репниной. В предисловии к поэме есть слова, которые свидетельствуют о больших дружественных отношениях Т. Г. Шевченко и Варвары Репниной, что в значительной степени повлияло в появлении на свет этого произведения: «Душе с прекрасным назначеньем должно любить, терпеть, страдать…» О своих чувствах поэт писал: «…Для вас я радостно сложил свои житейские оковы, священнодействовал я снова и слёзы в звуки перелил…» Поэт подарил свою рукопись Варваре Николаевне.
Ваш добрый ангел осенил 

Меня бессмертными крылами

И тихоструйными речами

Мечты о рае пробудил…
Весной 1844 года, после отъезда Т. Г. Шевченко с Украины в Петербург, княжна Репнина начала писать о нём повесть «Девочка», где поэт выведен под псевдонимом Березовский: 

«…Он был поэт. Поэт во всей обширности этого слова: он стихами своими побеждал всех…он настраивал души на высокий диапазон своей восторженной лире, он увлекал за собою старых и молодых, холодных и пылких…Он одарён был больше чем талантом, ему дан был гений…»
 К сожалению, эта работа Варвары Репниной не получила своего завершения.
Тарас Григорьевич тогда же, в 1844 году, прочитав рукопись произведения, понял чувства княжны. В письме к Варваре Николаевне он писал: 

«О добрый ангел! Молюсь и плачу пред тобой, ты утвердила во мне веру в существование святых на земле!»
 Но тот факт, что они находились на разных общественных ступенях, перевесил, и их пути разошлись. «Райским мечтам» не суждено было сбыться.
Позже, когда Т. Шевченко попал в ссылку, В. Репнина прилагала много усилий, чтобы облегчить участь поэта, переписывалась с ним, посылала ему книги, пока в 1850 году граф А. Ф. Орлов не предупредил княгиню о «неуместности такового её участия» и о том, что, продолжая его выказывать, «она сама будет виновницей, может быть, неприятных для неё последствий». После такого предупреждения переписка прекратилась. Известно 8 писем Шевченко к Репниной и 16 — Варвары Николаевны к поэту. По приезде в марте 1858 в Москву, несмотря на врачебное запрещение выходить из дома, Шевченко «втихомолку» навестил Репнину, а неделю спустя был у неё снова. Ранее, из Нижнего Новгорода, он неизменно передавал ей приветы в письмах к М. С. Щепкину.
В начале 1850-х годов княжна, оставаясь одинокой, из Одессы, где Репнины владели поместьем, переехала в Москву, где и прожила до смерти.

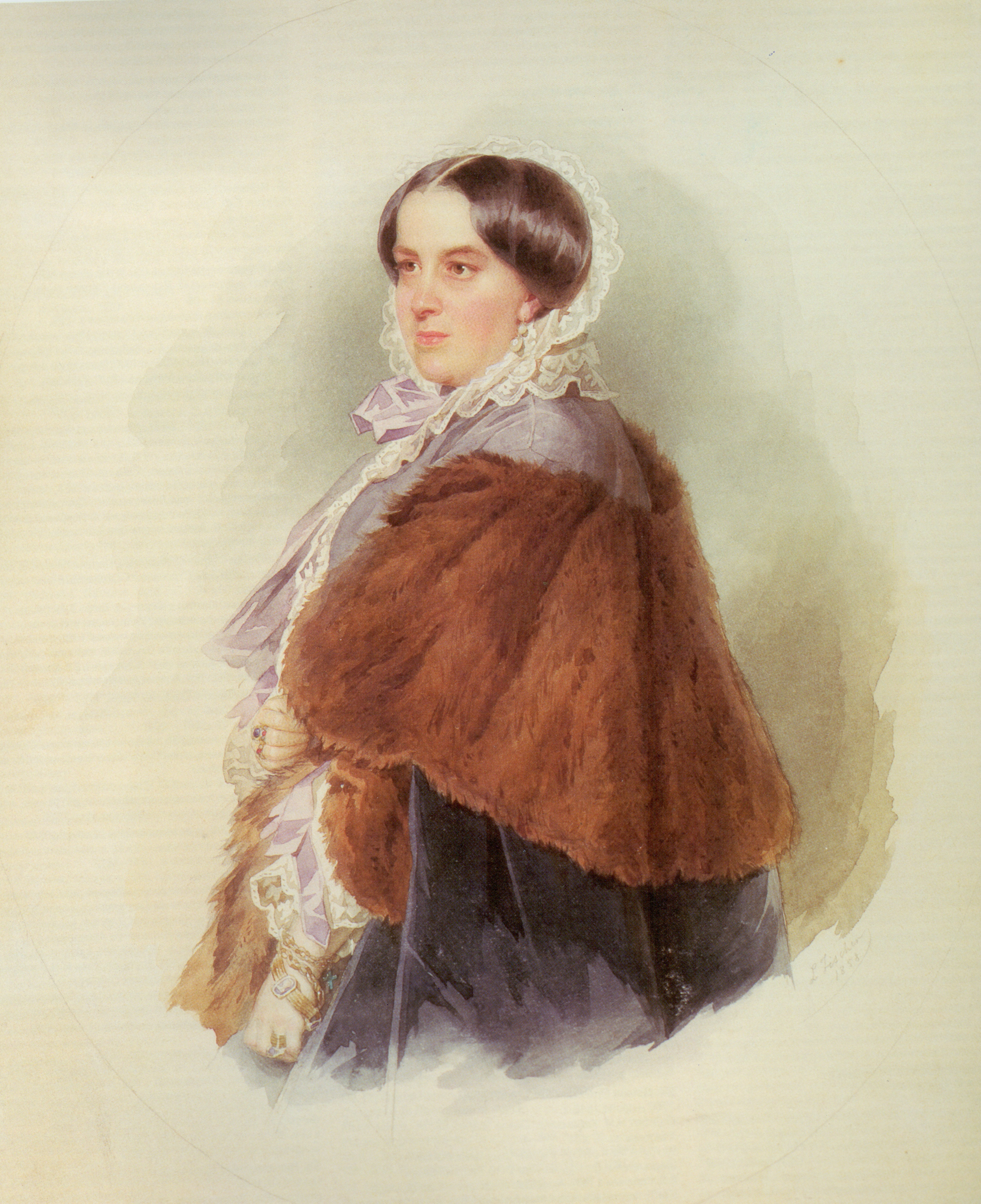
Варвара Николаевна Репнина на акварели Л. Фишера (1858)

В 1866 она издала книгу «Письма молодой женщины о воспитании», под псевдонимом Лизварская. Далеко не все её произведения увидели свет. Воспоминания о встречах с Шевченко и Гоголем были помещены в журнале «Русский архив». Ценные сведения о Т. Г. Шевченко периода его пребывания на Полтавщине записал из уст княжны М. Чалый.
До самой смерти Варвара Николаевна берегла память о своем многострадальном друге, рассказывала о нём своим знакомым, живо интересовалась, что писали о Шевченко журналы. Зимой 1883 она писала М. Чалому: «Я услышала с большим удовольствием, что Полтавское земство на последнем своём собрании решило дать 500 руб. на починку могилы Шевченко». Через несколько месяцев она передала в Полтаву через своего племянника 180 руб. из своих сбережений «на памятник или могилу Шевченко».
Благотворительность стала смыслом жизни Варвары Репниной. Современник писал о ней: «Её двери были всегда открыты для бедных и обездоленных». Одним она помогала деньгами, другим писала письма и просьбы, устраивая чью-то судьбу.
Умерла В. М. Репнина на 83-м году жизни и была похоронена в московском Алексеевском монастыре рядом со своей верной подругой Г. И. Борковской, которую она не намного пережила. Из некролога, помещённого в журнале «Киевская старина»: «… смерть её в любом случае общественная потеря, и будущий историк русского общества несомненно отнесёт её к группе тех чистых и благородных людей, которые заметно влияли на общество самим фактом своего существования».
В 1925 году во Львове была опубликована книга под названием «Шевченко и княжна Репнина» Михаила Возняка, где был помещён и её автобиографический рассказ «Девочка». По словам учёного, Шевченко уважал в ней «благородный ум, вкус и нежные, возвышенные чувства».

## Избранные публикации
- «Письма к молодой женщине о воспитании»
- «Из воспоминаний о Гоголе»
- «Воспоминание о бомбардировке Одессы в 1854 году»
- «Немая любовь»